# Вајолет Браун
Вајолет Браун (енгл. Violet Brown; Дуанвел, 10. март 1900 — Монтего Беј, 15. септембар 2017) била је јамајканска суперстогодишњакиња која је према гинисовој књизи рекорда носила титулу најстарије живе особе на свету у периоду од 15. априла до 15. септембра 2017. године.

## Биографија
Вајолет Браун рођена је у малом граду Дуанвел, жупа Трелавни, Јамајка, 10. марта 1900. године. Њени родитељи били су Џон Мос и Елизабет Рајли Мос. Крајем 1910-их, удала се за Аугустуса Гејнора Брауна. Имали су укупно шесторо деце; четири сина и две ћерке. Аугустус је преминуо 1978. године. Током живота радила је разне послове, као што су кућна помоћница, фармерка и кројачица.
15. априла 2017. године, након смрти 117-годишње Еме Морано из Италије, постала је најстарија жива особа на свету.
Њен први син, Харланд Фајрведер, преминуо је 19. априла 2017. године, у доби од 97 година и 4 дана, а у то време био је најстарија особа на свету која је још увек имала живог родитеља.
Вајолет Браун преминула је у Монтего Беју, Сент Џејмс, Јамајка, 15. септембра 2017. године, у доби од 117 година и 189 дана. Након њене смрти, тада 117-годишња Наби Таџима из Јапана, постала је најстарија жива особа на свету, као и последња преживела особа рођена у 19. веку.